# Hum (Foča)
Pour les articles homonymes, voir Hum.
Hum (en serbe cyrillique : Хум) est un village de Bosnie-Herzégovine. Il est situé dans la municipalité de Foča et dans la république serbe de Bosnie. Selon les premiers résultats du recensement bosnien de 2013, il compte 15 habitants.

## Géographie
Hum est situé à proximité de la confluence de la Tara et de la Piva, deux rivières qui, nées au Monténégro, réunissent leurs eaux pour former la Drina.

## Démographie

### Répartition de la population par nationalités (1991)
En 1991, le village comptait 104 habitants, tous Musulmans (Bosniaques).